# Ichthyophis nguyenorum
Espèce
Ichthyophis nguyenorum est une espèce de gymnophiones de la famille des Ichthyophiidae.

## Répartition
Cette espèce est endémique de la province de Kon Tum au Viêt Nam.

## Publication originale
- Nishikawa, Matsui & Orlov, 2012 : A new striped Ichthyophis (Amphibia: Gymnophiona: Ichthyophiidae) from Kon Tum Plateau, Vietnam. Current Herpetology, vol. 31, p. 28-37.